# それは素晴らしい
『それは素晴らしい』(ロシア語: Это здорово) は、ロシアの歌手ニコライ・ノスコフが2000年にリリースしたシングル。彼の代表曲であり、最大のヒット曲である。

## 概要
歌の歴史は米国で始まった。ニコライ・ノスコフ は家族の状況のために出発しました、グループ「ゴーリキー・パーク」。 当時、ロシアは娘として生まれました。 このニュースは、通りを横切るときに電話にかかっています。 彼は自宅に到着し、強い感情を持ってイゴール・ブルセンセフの歌詞付き音楽を作り出す。 この曲のスタイルはシンフォニック・ロックです。
この曲はロシアの音楽賞であるゴールデン・グラモフォン賞を2000年と2015年の2回受賞した。